# Đurđica Cvitanović
Dr. Đurđica Cvitanović, djev. Golmajer, (Gospić, 1. ožujka 1924. - Zagreb, 12. svibnja 2009.) jedna od najistaknutijih i najplodnijih hrvatskih povjesničarka umjetnosti 20. stoljeća. 

## Životopis

### Znanstveno – teorijska djelatnost
Nakon diplome na Odsjeku za povijest umjetnosti Filozofskog fakulteta Sveučilišta u Zagrebu, Đurđica Cvitanović od 1961. djeluje kao vanjski suradnik novootvorenog Instituta za povijest umjetnosti. 
Svoj prvi znanstveni rad, kojeg je objavila u časopisu „Peristil“ za 1967. – 1968. godinu, posvetila je jednom od najvrjednijih ostvarenja barokne arhitekture na tlu Hrvatske, župnoj crkvi i kuriji u Selima kraj Siska, za koje je dokazala kako su ostvarene po projektu jednog od ponajboljih arhitekata djelatnih u Beču sredinom 18. st.

Samo dvije godine kasnije, objavila je i svoju prvu monografiju posvećenu životu i djelu Kune Waidmanna (1845. – 1921.), jednog od najplodnijih, ali i najkvalitetnijih arhitekata što ih je Zagreb u svojoj dugoj povijesti imao, projektantu više desetaka privatnih i javnih zdanja, oblikovanih u historicističkome (uglavnom neorenesansnome) stilu i učitelju niza zakgrebačkih graditelja i arhitekata, uključujući tu i vjerojatno najglasovitijeg zagrebačkog arhitekta s početka 20. st. – Viktora Kovačića. Za one manje upućene, dovoljno je kazati da je zagrebački Donji grad kakvog danas poznajemo, u urbanističkom (Roosveltov trg) i arhitektonskome smislu, velikim dijelom upravo Waidmannovo djelo. Među Waidmanovim javnim objektima u Zagrebu svakako valja istaći Bolnicu za duševne bolesnike u Stenjevcu, bolnicu Milosrdnih sestara u Vinogradskoj ulici, palače Narodnih Novina, Društva sv. Jeronima, Muške učiteljske škole, Zemaljske naklade školskih knjiga, Gavella i dr., a zajedno s Hermannom Bolleom projektirao je evangeličku crkvu i župni dvor. Izvan Zagreba projektirao je bolnice u Šibeniku, Zadru, Dubrovniku, Ljubljani, Rimu, Berlinu, Trstu i Klagenfurtu koja je bila njegova prva izvedba objekta bolničkoga tipa, temeljem koje mu je povjereno projektiranje bolnice u Stenjevcu – prvog Waidmannova ostvarenja u Zagrebu. 
U svojoj, po mnogočemu pionirskoj monografiji, Đurđica Cvitanović je po prvi puta u nas uvela kataloške jedinice za svako pojedino arhitektonsko djelo, kao i njegov stručni opis, popraćen arhivskom dokumentacijom i literaturom.

Te njezine dvije studije bile su vrlo poticajne za daljnja istraživanja naše barokne i historicističke arhitekture i umjetnosti, kao za samu autoricu, tako i za njene kolege i suradnike.
Monografije i znanstvene studije s temama iz barokne sakralne arhitekture postale su tako najvažnijim teorijskim djelima u tematski zaista širokom stručnom opusu Đurđice Cvitanović. Godine 1965. magistrirala je s temom „Župne crkve goričkog arhiđakonata u 17. i 18. stoljeću“, a nastavak tih istraživanja rezultirao je doktorskom disertacijom „Barokna sakralna arhitektura u sjevernoj Hrvatskoj, crkvena područja arhiđakonata Gorica, Gora i Dubica“, koju je obranila 1972. godine. Opsežnu monografiju na istu temu, koja je po mnogočemu ostala nedostignuta sve do danas, objavila je 1985. 
Posebno poglavlje svojeg bavljenja sakralnom arhitekturom, dr. Đurđica Cvitanović je posvetila tradicionalnim drvenim kapelama, u prvom redu onima turopoljskoga kraja. Te svoje spoznaje sintetizirala je u monografiji „Turopoljske ljepotice“, objavljenoj u posebnom izdanju Kajkavskog spravišća, 1974. godine. 
Stekavši uvid u teško stanje te visokokvalitetne i raritetne drvene arhitekture, nametnuo joj se, kao u ostalom i u slučaju ostale često desetljećima zapuštene crkvene arhitekture koju je proučavala, problem zaštite i obnove, u cilju očuvanja toga našeg autentičnog i vrijednog kulturnoga nasljeđa. U svojem se stručnom djelovanju uvijek vodila spoznajom da „...znanstveno istraživanje ne može biti samo sebi svrha, konačni cilj mora biti spašavanje i obnova istraženog i ugroženog.“ (Kvartal, II-3-2005.). Upravo tim njenim osobnim, upornim i nesebičnim konzervatorskim nastojanjima imamo zahvaliti obnovu i revitalizaciju nekoliko desetaka renesansnih, baroknih i historicističkih zdanja, pa čak i nekoliko urbanih cjelina. 
Osim već navedenih tema, koje su je zaokupljale tijekom cijelog njezinog znanstveničkoga staža, svakako nam valja spomenuti i mnogobrojna istraživanja pavlinske umjetnosti – arhitekture i slikarstva (Svetice, Kamensko, Sv. Petar u Šumi), zatim arhitekture i urbanizma monumentalnog historicizma grada Zagreba, te urbanizma Karlovca (renesansna Zvijezda), Buzeta, Roča, Huma, Vrha i Draguća u Istri, te Klanjca u Hrvatskome zagorju.
U katalozima velikih tematskih izložbi obradila je i arhitekturu isusovačkog te franjevačkog reda, kao i onu proštenjarskih crkava Hrvatskoga zagorja te sakralnu arhitekturu Zagrebačke (nad)biskupije baroknog i klasicističkoga razdoblja.
Svojim arhivskim i terenskim istraživanjima stekla je brojne nove spoznaje kojima imamo zahvaliti velik dio onoga što danas znamo o graditeljima i arhitektima Kuni Waidmannu, Josipu Pazeltu, Bartolu Felbingeru, Josipu Stilleru, Hansu Alberthalu, Johannu Fuchsu, Ivanu Eitheru, Matiji Leonhartu, Angelu Chiccu i brojnim drugima koji su tijekom 17. – 19. stoljeća djelovali na području grada Zagreba te kontinentalne Hrvatske.
Arhivske spoznaje omogućile su joj proširivanje kataloga poznatih djela nekolicine slikara toga vremena, među kojima svakako valja istaći glasovitog Valentina Metzingera. Znanstveno je obradila i uglavnom neistražene funduse sakralnog slikarstva u zbirci zagrebačkog Muzeja za umjetnost i obrt, te u zbirkama sakralne umjetnosti u Krapini, Klanjcu i gradu njezinog djetinjstva Karlovcu, o kojem je do pred samu smrt pisala povijesnoumjetnički monografiju, kao i slikarstvo pučkih drvenih kapela, čiju je baroknu arhitekturu također istražila.

### Konzervatorska djelatnost
Ono što dr. Đurđicu Cvitanović čini osebujnom i nadasve zaslužnom povjesničarkom umjetnosti, njezino je inzistiranje na konkretnoj uporabi teorijskih spoznaja do kojih se došlo tijekom proučavanja pojedinoga spomenika u svrhu njegove obnove i očuvanja. Brojne rezultate znanstvenih istraživanja plodonosno je pretočila u borbu za konzervaciju svakog pojedinog objekta, i premda je u tome na različitim instancama često nailazila na nerazumijevanja i otpore, ta su nastojanja, zahvaljujući ponajviše njenoj vitalnoj energiji i iskrenom maru za baštinu, u konačnici gotovo u pravilu ipak bivala okrunjena uspjehom.
Doista, upravo zahvaljujući njezinom etičnom, iskrenom i nesebičnom pristupu spomenicima kulture, sačuvane su i obnavljaju se ne samo naše tradicionalne drvene kapele, već i samostanski kompleksi pavlina u Kamenskom, Sveticama i Sv. Petru u Šumi. Štoviše, dr. Đurđica Cvitanović osobno je najzaslužnija za povratak redovnika pavlina u ta velebna zdanja, koja bi inače, bez svojih skrbnika, ostala prazna i zapuštena, te bi tako nužno prije ili kasnije propala.
Rezultati njezinih istraživanja bili su teorijskom podlogom u obnovi niza većinom sakralnih objekata u Čuntiću, Gori, Jastrebarskom, Kamenskom, Karlovcu, Klanjcu, Kostajnici, Kotarima, Krapini, Križevcima, Lepoglavi, Mariji Gorici, Pazinu, Petrovaradinu, Selima kraj Siska, Sveticama, Svetom Petru u Šumi i dr., i njihovu je obnovu, prigodom konzervatorskih zahvata, osobno nadgledala.
Važne prinose u revitalizaciji i zaštiti čitavih urbanih cjelina ostvarila je u |Karlovcu (renesansna Zvijezda) i Buzetu, a tijekom obnove Trga bana Jelačića u Zagrebu bila je stručnim konzultantom za povijesnu slojevitost trga.
Konzervatorska nastojanja dr. Đurđice Cvitanović osobito su došla do izražaja tijekom i nakon Domovinskoga rata. Na vrijeme je povela spašavanje pokretnog spomeničkog inventara brojnih crkava na ratom zahvaćenim područjima od Banovine do Dubrovnika. Mnoge evakuirane umjetnine tom su prigodom obnovljene, te su 1993. godine opet zablistale u svom izvornome sjaju na velikoj izložbi „Od svagdana do blagdana“, priređenoj povodom UNESCO-ove godine baroka u Muzeju za umjetnost i obrt u Zagrebu.
Nakon rata, njezine su studije i pripadajuća im dokumentacija postale polazišnom točkom u obnovi brojnih oštećenih ili čak razorenih objekata koji su bili temom njezine Disertacije i monografije „Sakralna arhitektura baroknog razdoblja“. Nakon mirne reintegracije Hrvatskoga podunavlja izradila je i elaborat je za obnovu Palače Srijemske županije u Vukovaru, još jednog od teško oštećenih spomenika naše barokne arhitekture.
Govoreći o zaista opsežnoj i plodovima bogatoj konzervatorskoj djelatnosti dr. Đurđice Cvitanović, valja na koncu spomenuti da je organizirala brojne kongrese i okrugle stolove na teme iz zaštite kulturne baštine, na kojima je uspostavila uspješnu suradnju sa stručnjacima iz Slovenije, Bosne i Hercegovine i Vojvodine. Bila je i članicom potkomisije za povijesna središta Alpe – Jadran, te je 1991. – 1993. predsjedala Komitetu za srednjeeuropsku inicijativu na projektu „Barok u srednjoj Europi“.

### Pedagoška i znanstveno - popularizatorska djelatnost
Dr. Đurđica Cvitanović umnogome je jedinstvena i po svojem talentu da ljubav prema umjetničkim djelima prohujalih epoha prenese ne samo svojim mlađim kolegama i studentima, već i najširim slojevima pučanstva. 
Kao vanjska suradnica Instituta za povijest umjetnosti, imala je prigode djelatno utjecati na stručno i znanstveno formiranje mnogih nadarenih studenata, od kojih neki danas zauzimaju najistaknutija mjesta u struci. Oni pak njoj mogu zahvaliti svoje prve uvide u metodologiju rada na samome spomeniku, čime je dr. Cvitanović odlično vladala. Nažalost, današnje generacije studenata povijesti umjetnosti nemaju više takvog učitelja koji bi se po svojem smislu za pedagoški rad i pomoć u konkretnim problemima s kojima se mladi istraživač na terenu susreće, mogao mjeriti s Đurđicom Cvitanović.
Još veće su njezine zasluge u popularizaciji rezultata povijesno-umjetničkih istraživanja među najširim slojevima našeg građanstva. 
Tu ponajprije valja istaknuti da je dr. Cvitanović bila generator i istinski spiritus movens nekoliko velikih izložbenih projekata ponuđenih na uvid kulturnoj i široj društvenoj javnosti grada Zagreba i cijele Hrvatske:
- Kultura pavlina, Muzej za umjetnost i obrt, Zagreb, svibanj – listopad 1989.
- Isusovačka baština u Hrvata, MGC, Zagreb, prosinac 1992. – ožujak 1993.
- Od svagdana do blagdana – barok u Hrvatskoj, Muzej za umjetnost i obrt, Zagreb, svibanj – rujan 1993.
- Sveti trag – devetsto godina umjetnosti Zagrebačke nadbiskupije 1094. – 1994., Muzej Mimara, Zagreb, rujan – prosinac 1994.

Uz ove goleme i po mnogočemu u nas jedinstvene izložbene projekte, dr. Cvitanović je održala i niz predavanja na teme kojima su bile posvećene navedene izložbe, te je tim povodom dala i brojne intervjue, objavljene u tisku, te na radiju i televiziji. Sve to uvelike je pridonijelo osvješćivanju hrvatske javnosti o vrijednostima vlastite kulturne baštine, koja je do tada gotovo u pravilu bila nedovoljno poznata.
Shvativši značaj senzibiliziranja javnosti za vrijednosti naše kulturne baštine te stvaranja svijesti o našoj odgovornosti za njezino očuvanje, dr. Đurđica Cvitanović je tijekom proteklih nekoliko desetljeća kontinuirano pisala i popularizatorske članke, bliske i zanimljive i najširoj čitalačkoj publici.

## Članstva
Dr. Đurđica Cvitanović je od sredine 1960.-tih aktivna članica Studijske sekcije ULUPUH-a (mnogih saziva Umjetničkog savjeta Sekcije i Udruženja, te Upravnog odbora Udruženja), kao i Društva povjesničara umjetnosti Hrvatske (u kojem je u više mandata obnašala dužnost potpredsjednice i tajnice).
Bila je članicom i nekoliko europskih tijela, primjerice Potkomisije za povijesna središta Alpe – Jadran, te je predsjedala Komitetom za srednjeeuropsku inicijativu na projektu Barok u Srednjoj Europi (zemlje sudionice: Austrija, Češka, Hrvatska, Slovačka, Slovenija, Veneto (Italija)), 1991. – 1993. godine.

## Priznanja i nagrade (izbor)
- 1992. - Nagrada za znanstveni rad Republike Hrvatske „Bartol Kašić“
- 1994. - Nagrada Grada Zagreba (zajedno sa suradnicima, za realizaciju izložbe „Sveti trag – devetsto godina umjetnosti Zagrebačke nadbiskupije)
- 1995. - Medalja Metropolije zagrebačke s likom kardinala Alojzija Stepinca (za stalni postav Spomen zbirke iz ostavštine kardinala bl. Alojzija Stepinca, otvorene 1994.)
- 1996. - Orden Predsjednika Republike Hrvatske – Red Danice hrvatske s likom Marka Marulića
- 2000. - Zlatna medalja Varaždinske biskupije
- 2006. – Proglašena je doživotnom počasnom predsjednicom Kajkavskog spravišća
- 2007. - Plaketa Grada Zagreba u povodu 40. godina znanstvenog i istraživačkog djelovanja, za doprinos očuvanju i obnovi hrvatske kulturne baštine, a posebno sakralnih objekata
- 2007. - Nagrada Vicko Andrić za životno djelo
- 2008. - Nagrada za životno djelo Društva povjesničara umjetnosti Hrvatske